# Tapsi Hapsi a sport féktelen világában
A Tapsi Hapsi a sport féktelen világában (eredeti cím: Bugs Bunny's Wild World of Sports) 1988-ban bemutatott amerikai rajzfilm, amely a Bolondos dallamok című rajzfilmsorozat alapján készült. Az animációs játékfilm rendezője és írója Greg Ford és Terry Lennon. A tévéfilm a Warner Bros. Television gyártásában készült. Műfaja sportfilm.
Amerikában 1989. február 15-én, a CBS-en, míg Magyarországon 1991. december 31-én a MTV2-n mutatták be a televízióban.
Öt hónappal később a Bolondos dallamok atyja, Mel Blanc hunyt el.

## Szereplők
| Szereplő                          | Eredeti hang    | Magyar hang       |
| --------------------------------- | --------------- | ----------------- |
| Tapsi Hapsi                       | Mel Blanc       | Józsa Imre        |
| Dodó kacsa                        | Mel Blanc       | Kerekes József    |
| Izé Mizéke (Elmer Fudd)           | Mel Blanc       | Forgács Péter     |
| Rissz-Rossz Sam                   | Mel Blanc       | Tolnai Miklós     |
| Kotnyeles kakas (Bóbita kakas)    | Mel Blanc       | Bakó Márta        |
| Csőrike                           | Mel Blanc       | Kiss Erika        |
| MacRory                           | Mel Blanc       | Maros Gábor       |
| Kacsa svindler                    | Mel Blanc       | Szacsvay László   |
| Hústorony                         | Mel Blanc       | Kisfalussy Bálint |
| Kikiáltó                          | Mel Blanc       | Kardos Gábor      |
| Sósvízi harcsák                   | Mel Blanc       | Gyürki István     |
| Baseballbíró                      | Mel Blanc       | Balázsi Gyula     |
| Amerikaifutball-játékos           | Mel Blanc       | Salinger Gábor    |
| Amerikaifutball-bíró              | Mel Blanc       | Imre István       |
| Kacsabíró a Dodó kacsa filmjében  | Mel Blanc       | Szabó Ottó        |
| Laramore a Dodó kacsa filmjében   | Mel Blanc       | Haás Vander Péter |
| Sportriporter                     | Roy Firestone   | Szersén Gyula     |
| Híradós                           | Roy Firestone   | Rosta Sándor      |
| Riporter a golf bajnokságon       | Roy Firestone   | Perlaki István    |
| Kommentátor a baseball stadionban | Robert C. Bruce | Helyey László     |
| Riporter a strandon               | Paul Kuhn       | Pathó István      |
| Kommentátor a birkózó stadionban  | Paul Kuhn       | Beregi Péter      |
| Díjátadó kacsa                    | Paul Kuhn       | Izsóf Vilmos      |

### Magyar szinkron
- Magyar szöveg: Jankovich Krisztina
- Hangmérnök: Királybíró Sarolta
- Rendezőasszisztens: Hirth Ildikó
- Vágó: Talpas Iván
- Gyártásvezető: Németh Piroska
- Szinkronrendező: Lengyel László
- Cím és stáblista felolvasó: Bozai József

A szinkron a Magyar Televízió megbízásából a Magyar Szinkron- és Videóvállalat készült 1991-ben.

## Összeállítások
| Klip                                                      | Sport                    | Sportoló                 |
| --------------------------------------------------------- | ------------------------ | ------------------------ |
| Frigid Hare (A fagyasztott nyúl)                          | Sífutás                  | Tapsi Hapsi              |
| Upswept Hare                                              | Akadályfutás             | Tapsi Hapsi              |
| Rabbit Fire (Nyúlvadászat/A gyorstüzelő)                  | Vadászat                 | Elmer Fudd               |
| Sport Chumpions (1. rész)                                 | Sífutás                  | Bolondos dallamok        |
| Sport Chumpions (1. rész)                                 | Akadályfutás             | Bolondos dallamok        |
| High Diving Hare (A beugrató fejesugró)                   | Úszás és műugrás         | Rissz-Rossz Sam          |
| Bad Ol' Putty Tat (Csúnya, rossz macs)                    | Tollaslabda              | Szilveszter és Csőrike   |
| Muscle Tussle                                             | Súlyemelés               | Dodó kacsa               |
| Bunny Hugged (Tapsifüles)                                 | Birkózás                 | Tapsi Hapsi és Hústorony |
| Gone Batty                                                | Baseball mérkőzés        | Bolondos dallamok        |
| Sport Chumpions (2. rész)                                 | Amerikaifutball-mérkőzés | Bolondos dallamok        |
| To Duck or Not to Duck (Kacsázni vagy nem kacsázni)       | Box bajnokság            | Elmer Fudd és Dodó kacsa |
| Sport Chumpions (3. rész)                                 | Kerékpár verseny         | Bolondos dallamok        |
| My Bunny Lies Over The Sea (Tapsi Hapsi átkel az óceánon) | Golf bajnokság           | Tapsi Hapsi és McRory    |
| The Leghorn Blows at Midnight                             | Golf bajnokság           | Kotnyeles kakas          |
| Lovelorn Leghorn                                          | Amerikaifutball-mérkőzés | Kotnyeles kakas          |
| Little Boy Boo                                            | Baseball mérkőzés        | Kotnyeles kakas          |